# Machimus punjabensis
Machimus punjabensis là một loài ruồi trong họ Asilidae. Machimus punjabensis được Bromley miêu tả năm 1935. Loài này phân bố ở miền Ấn Độ - Mã Lai.